# 189 هـ
189 هـ هي سنة في التقويم الهجري امتدت مقابلةً في التقويم الميلادي بين سنتي 804 و805.

## وفيات
- الكسائي
- محمد بن الحسن الشيباني